# Valentovce
Valentovce (in tedesco Walentitz, in ungherese Valentóc, in ruteno Valentivci) è un comune della Slovacchia facente parte del distretto di Medzilaborce, nella regione di Prešov.

## Storia
Il comune è nato nel 1808 quando è stato distaccato dal comune di Zbudská Belá.